# Ustrasana
Ustrasana (Sanskriet voor Kameelhouding) is een veelvoorkomende houding of asana.
| Sanskriet | vertaling                   |
| ustra     | kameel                      |
| asana     | houding (letterlijk: 'zit') |

## Beschrijving
Deze houding begint geknield op de grond, de bovenzijden van beide voeten liggen plat op de grond en de tenen wijzen naar achteren. De knieën drukken stevig in de grond. Breng de heupen naar voren, licht de stuit iets op en breng de borstkas omhoog. Adem in en leun naar achteren. Breng de armen achter het lichaam en laat ze naar de hielen of de enkels zakken en pak deze beet. Laat het hoofd naar achteren hangen en blijf enkele ademhalingen in deze houding.